# 河村通夫の桃栗三年
『河村通夫の桃栗三年』（かわむらみちおのももくりさんねん）は、STVラジオで1984年4月9日から1987年12月まで放送されていたラジオ番組。

## 概要
自然をテーマにした番組で『桃栗』シリーズのルーツ。タイトルは「桃栗三年柿八年」の慣用句になぞらえ河村が栗沢から札幌のスタジオに通う苦労の思いから「3年間で満足のいく番組ができれば区切りを付けて辞めもう少しゆっくり生きたい」といった狙いが込められた。
河村はこの番組で「米ぬか健康法」を提唱している。
番組ノベルティの中にはドラム缶1本分の灯油があり、これが毎週抽選で2名のリスナーにプレゼントされていた。

## コーナー
（出典：）
- 河村通夫のここだけの話
- 女の主張コンクール （金曜のみ、10:00枠　1986年10月〜1987年途中まで）
- 裁判所に行かないための相談室 （金曜のみ、10:00枠　1987年途中から）
- ペリカン・ランランぱくりっこ
- ひげマークコーナー
- 心の天気図
- 手作りライフ
- 桃栗相談 （月〜木）
- 私の北海道開拓史 （金曜のみ、11:00枠）
北海道にて直接開拓を経験した人、または幼い時に開拓時代を経験した人が毎週出演し、インタビュー形式で河村と対談[8]。
- バラの花束プレゼント
- 河村通夫の3分料理
- 今日もいい日に
- ミュージックダイアリー
- 池波志乃のおじゃまします （内包番組、1986年10月から　ニッポン放送制作）

## 関連文献
- STVラジオ「河村通夫の桃栗三年」（編）、1986年5月20日『さんまのカレーライス : 私の開拓ものがたり』みやま書房。

| STVラジオ 月曜日 - 金曜日 10:00 - 11:55 | STVラジオ 月曜日 - 金曜日 10:00 - 11:55 | STVラジオ 月曜日 - 金曜日 10:00 - 11:55 |
| 前番組                                  | 番組名                                  | 次番組                                  |
| --------------------------------------- | --------------------------------------- | --------------------------------------- |
| 10時です じゅんきのはりきり八丁目       | 河村通夫の桃栗三年                      | 中西章一の二人三脚                      |